# Jamal Qaiser

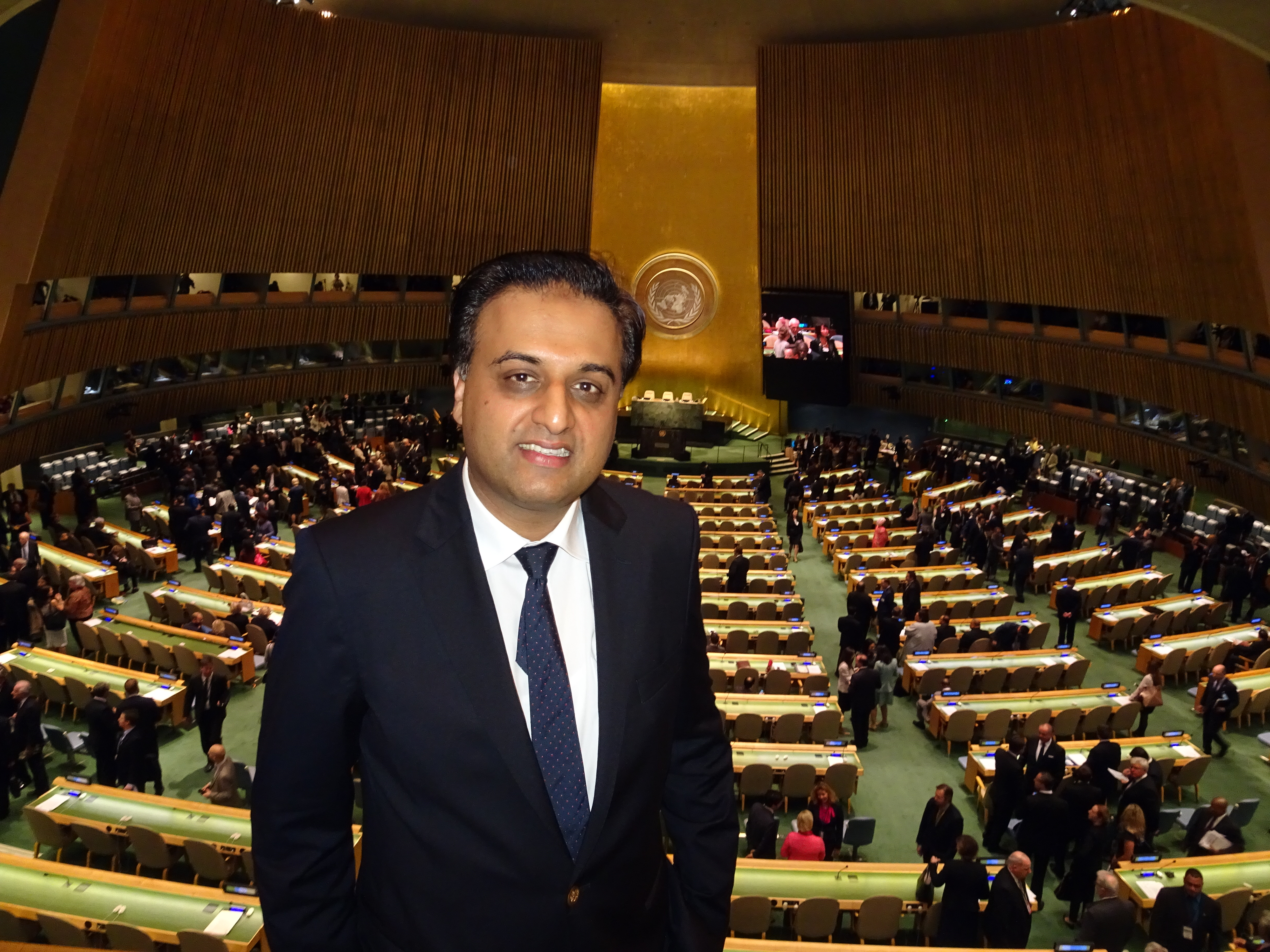
Jamal Qaiser beim Besuch der UN-Hauptversammlung in New York 2016

Jamal Ahmad Qaiser (* 27. Juli 1972 in Rawalpindi) ist ein pakistanisch-deutscher Buchautor, Unternehmer und Politikberater.

## Leben
Qaiser wurde am 27. Juli 1972 in Rawalpindi geboren, wo er seine ersten Lebensjahre verbrachte. Mit acht Jahren migrierte er mit seiner Familie nach Deutschland.
Im Alter von 14 Jahren verdiente Qaiser sein erstes Geld als Händler auf Flohmärkten in Frankfurt am Main. 1993 startete er den Modehandelsbetrieb Qaiser Mode GmbH, den er bis 2006 betrieb, bevor er eine Immobilienfirma gründete, die er bis heute führt.
Qaiser erhielt ein Advance Management Diploma (Post-Graduation) des Globe Business College in München. Zwischen 2014 und 2016 besuchte er die Harvard Business School und absolvierte dort das OPM Program Executive Education. An der University of Oxford schrieb er sich 2014 bei der Said Business School ein, wo er 2015 das Transition to Leadership Program mit Zertifikat abschloss.
Anschließend begann er seine Laufbahn als Berater für politische Parteien, Nichtregierungsorganisationen und staatliche Stellen. Er beriet das Wirtschaftsministerium der Bundesrepublik Deutschland und die Islamische Republik Pakistan sowie verschiedene Thinktanks wie die Westerwelle Foundation, das American Council on Germany, NAFFO.

## Werke
Sein erstes Buch mit dem Titel Der fremde Erfolgsfaktor veröffentlichte Qaiser 2016 im Wiley-Verlag. In dem Werk kritisiert er die deutsche Migrationspolitik, zeigt auf, welche Hürden Migranten zu bewältigen haben, um in Deutschland akzeptiert zu werden und schlägt konkrete politische Schritte vor, um verstärkt Migranten ins Land zu holen, weil Deutschland diese für die Zukunft benötige. Das Buch wurde 2016 unter rund 10.000 Sachbüchern ausgewählt und mit dem getAbstract International Book Award ausgezeichnet, der mit einem Preisgeld von 20.000 Euro dotiert ist.
2018 veröffentlichte er sein zweites Buch Mein Atomknopf ist größer, in dem er den Konflikt zwischen den USA und Nordkorea analysiert. Das Buch ist auch in erschienen.
Sein drittes Buch „Simmering Kashmir“ über den Kaschmir-Konflikt und seine Auswirkungen auf die Region erschien im Dezember 2020 (mit der Wissenschaftlerin Sadaf Taimur als Co-Autorin).
Zu den weiteren von Qaiser publizierten Werken gehören How to avoid World War III (2021), Der Dritte Weltkrieg (2021), Afghanistan – The Battered Land (2022), The Western Fiasco: Failure in Afghanistan, Syria and Ukraine (2022), Wenn sich China und Russland verbünden…: Die Herausforderung der Freien Welt (When China and Russia join forces: The Challenge for the Free World),  Krieg in Europa – Unser schlimmster Albtraum: Wie Europa seine Unabhängigkeit verlor und zum Schlachtfeld wurde (War in Europe: Our worst nightmare) und COVID-19: Falsche Pandemie: Die fatalen Fehler der WHO und ihre verhängnisvollen Folgen (2020).